# Res Publica Nowa
Res Publica Nowa – kwartalnik (w latach 1992–2002 miesięcznik) kulturalno-społeczny o profilu liberalnym, wydawany od 2007 przez Fundację Res Publica im. Henryka Krzeczkowskiego.

## Historia
W latach 1979–1981 ukazywało się, jako wydawnictwo podziemne, pismo „Res Publica”. Pierwszym jego redaktorem był Marcin Król. Z pismem współpracowali m.in. Stefan Kisielewski, Paweł Śpiewak, Barbara Toruńczyk, Andrzej Micewski. W latach 1987–1991 wydawane było legalnie przez Res Publikę sp. z o.o. pod tą samą nazwą. Przestało się ukazywać z powodu kłopotów finansowych w marcu 1992.
W październiku 1992 pismo wznowiono pod tytułem „Res Publica Nowa”. Tytuł kolejny raz został wznowiony w 2008 roku. Od 2008 roku należy także do „Eurozine” – europejskiej sieci czasopism kulturalnych. Wydawany jest w wersji papierowej oraz online.
Redaktorem naczelnym pisma do 2007 był Marcin Król, od 2008 Wojciech Przybylski, od 2020 Marcin Zaborowski, od 2023 Tomasz Kasprowicz.
W ramach „Res Publiki” działają również trzy programy dotyczące miasta, kultury oraz polityki, realizowane równolegle z pracami redakcyjnymi. Program DNA Miasta dąży do wzmocnienia głosu obywateli w tworzeniu miejskich strategii kulturalnych, wdraża w życie oryginalną metodę dyskusji i włączania mieszkańców w proces podejmowania decyzji politycznych, bada i przygotowuje analizy dotyczące kultury i jej obecności w przestrzeni miejskiej. Program Partnerstwo Wolnego Słowa polega na wymianie doświadczeń oraz tłumaczeń z redakcjami czasopism intelektualnych z krajów byłego ZSRR a program Środkowoeuropejski Słownik Pojęć Politycznych służy opisowi języka debaty publicznej w Europie Środkowej i wspólnym projektom publikacji w tym zakresie.